# Phòng trưng bày Josef Sudek

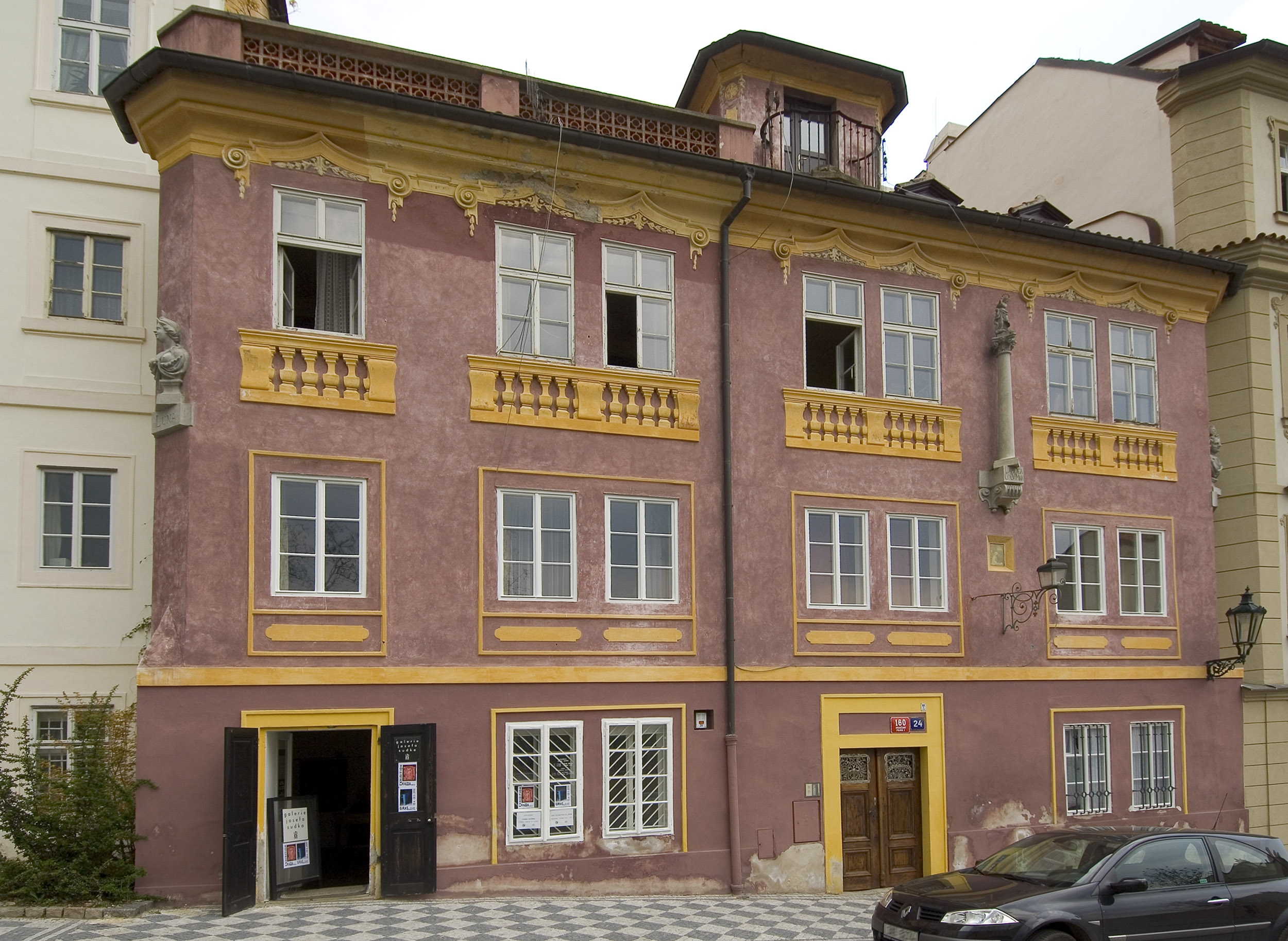
Tòa nhà chính của Phòng trưng bày Josef Sudek ở Prague

Phòng trưng bày Josef Sudek (tiếng Séc: Galerie Josefa Sudka) gần Hradčany (Úvoz 24) ở Prague nằm trong một ngôi nhà nơi Josef Sudek (sinh năm 1896 tại Kolín, mất năm 1976 tại Praha) đã sinh sống từ năm 1959 cho đến khi ông qua đời. Ông đã để lại cho nhân loại một lượng ảnh khổng lồ và một phần trong số chúng được chuyển đến thủ đô Praha trong giai đoạn 1978 – 1988. Năm 1989, Praha đã tiếp nhận quản lý căn hộ của ông, lấy căn hộ này làm nơi trưng bày từ năm 1995.  Tại Praha, Sudek cũng có một studio tại số 28 đường Újezdu.
Căn hộ của Sudek trở thành địa điểm nổi tiếng để nhiều nghệ sĩ nổi tiếng lựa chọn cho những cuộc họp thân mật, nổi bât trong số đó có nhà thơ Jaroslav Seifert, họa sĩ Jan Zrzavý, kiến trúc sư Otto Rothmayer cùng nhiều nghệ sĩ khác. Căn hộ dần dần được lấp đầy bởi vô số bức tranh, khung, cốc, hộp và dụng cụ chụp ảnh, là nguồn cảm hứng của nhiều tác phẩm nổi tiếng hiện nay trong loạt phim đình đám trong giới điện ảnh như Letecké vzpomínky, Velikonoční vzpomínky, Labyrinty và Skleněné labyrinty.

## Nội dung triển lãm
- Tác phẩm của Josef Sudek.

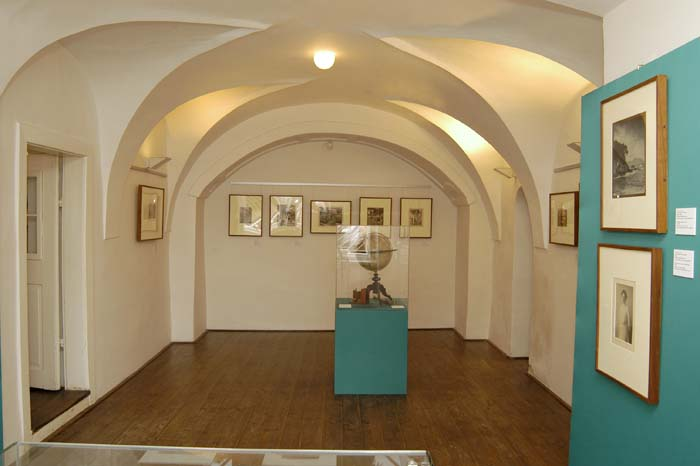
Nội thất của Phòng trưng bày Josef Sudek ở Prague

- Phong cách của nhiếp ảnh Séc hiện đại, đặc biệt tập trung vào những năm giữa các cuộc chiến.
- Lịch sử nhiếp ảnh Pragensia từ thế kỷ 19 cho đến nay.